# Liantan
Liantan är en köping i sydöstra Kina. Den ligger i Yunan härad i staden Yunfu i provinsen Guangdong, omkring 160 kilometer väster om provinshuvudstaden Guangzhou. Antalet invånare är 42 141. Befolkningen består av 21 157 kvinnor och 20 984 män. Barn under 15 år utgör 22,0 %, vuxna 15-64 år 66 %, och äldre över 65 år 11,0 %.